# Amalberge de Tamise
Ne doit pas être confondu avec Amalberge de Maubeuge.
Sainte Amalberge (ou Amelberge), née dans les Ardennes au VIIIe siècle et décédée à Tamise en 772, est une moniale ermite chrétienne. Décédée à Tamise où elle s'était réfugiée elle y est vénérée comme la sainte patronne de la ville.

## Éléments de biographie
Amalberge, appelée aussi Amelberge, est originaire des Ardennes. Issue d'un haut lignage, elle est héritière de larges domaines dans les Ardennes et dans d'autres régions. Fervente chrétienne, elle aspire à se retirer du monde et consacrer sa vie à Dieu. Saint Willibrord d'Utrecht lui conseille de choisir sainte Landrade de Munsterbilzen comme directrice spirituelle, au couvent de Belysia,,.
Un grand seigneur, peut-être Charles Martel, follement amoureux, lui fait demander sa main. Face à son refus, il la pourchasse, et tentant de l'amener de force, il lui aurait démis l'épaule, et même brisé le bras. Impressionné par sa résistance, il cède et la laisse entrer en religion. Elle s'installe comme religieuse à Materen (ou Munster-Bilsen) puis à Tamise aujourd'hui en Flandre-Orientale, où elle meurt après une vie vertueuse,.
Elle est la patronne de la ville belge de Tamise. Ses reliques ont été transférées à Gand en 870 ce qui fait qu'on y fait parfois référence comme Amelberge de Gand. Malgré cela, l'église de Tamise est restée lieu de vénération de la sainte.
La légende rapporte que lors du transfert des reliques de la sainte en bateau sous le règne de Baudouin Ier de Flandre, le navire fut accompagné par un grand nombre d'Esturgeons. C'est pour cela que depuis cette translation, la sainte est représentée accompagné de ce poisson,,.